# Hans Wiswe
Hans Karl Hermann Wiswe (* 18. Februar 1906 in Helmstedt; † 13. Januar 1987 in Wolfenbüttel) war ein deutscher Lehrer, Historiker, Volkskundler und Philologe.

## Leben
Hans Wiswe wurde 1909 in Helmstedt als Sohn eines Bürgerschullehrers geboren. Er musste das Gymnasium 1923 verlassen und ging anschließend an das Lehrerseminar, wo er zum Volksschullehrer ausgebildet wurde. Er wirkte von 1927 bis 1971 an verschiedenen Schulen des Landes Braunschweig, zuletzt in Wolfenbüttel, ab 1957 als Realschullehrer. Er war über 60 Jahre Mitglied im Braunschweigischen Geschichtsverein, dessen Vorstand er von 1950 bis 1974 angehörte. Wiswe wurde 1953 zum Mitglied der Historischen Kommission für Niedersachsen und Bremen gewählt.
Wiswe wurde durch zahlreiche Publikationen auf verschiedenen Arbeitsgebieten bekannt. Als grundlegend gelten seine Studien über „Die Grangien der niedersächsischen Zisterzienserklöster“ (1953), seine Forschungen zum „Eulenspiegelbuch“ (1971, 1976) und insbesondere seine „Kulturgeschichte der Kochkunst“ von 1970. Gemeinsam mit dem schwedischen Germanisten Edvin Brugge  edierte er Henning Hagens „Chronik der Stadt Helmstedt“ aus dem 15. Jahrhundert. Zahlreiche seiner Aufsätze erschienen im Braunschweigischen Jahrbuch.
Wiswe starb im Januar 1987 im Alter von 80 Jahren in Wolfenbüttel. Seine Tochter war die Historikerin Mechthild Wiswe.

## Schriften (Auswahl)
- Der Ursprung des Hundekorns. In: Monatsblätter der Gesellschaft für pommersche Geschichte und Altertumskunde 53, 3, 1939, S. 49–64.
- Geschichte der Salzbergwerke bei Salzdahlum. In: Braunschweigisches Jahrbuch 1943, S. 75–112.
- Grangien niedersächsischer Zisterzienserklöster. Entstehung und Bewirtschaftung spätmittelalterlich-frühneuzeitlicher landwirtschaftlicher Großbetriebe. In: Hans Goetting (Hrsg.): Braunschweigisches Jahrbuch. Band 34, Waisenhaus-Buchdruckerei, Braunschweig 1953, S. 5–134.
- Mittelalterliche Rezepte zur Färberei sowie zur Herstellung von Farben und Fleckenwasser. In: Jahrbuch des Vereins für niederdeutsche Sprachforschung. Band 81, 1958, S. 49–58.
- Mittelalterliche Nachrichten über Honigkuchen und seine Verwendung als Speisezusatz in Niedersachsen. In: Süßwaren 6, 1962, S. 272–276.
- Die Branntweinkaltschale. Studien um ein Speisebrauchtum. In: Beiträge zur Deutschen Volks- und Altertumskunde. Nr. 8, 1964. Hamburger Museumsverein, Hamburg, ISSN 0408-8220, S. 61–86.
- Der Stad Croneke van Helmstedte, 1491. Neuausgabe unter dem Titel: Henning Hagens Chronik der Stadt Helmstedt. Hrsg. von Edvin Brugge, Hans Wiswe. In: Niederdeutsche Mitteilungen, hrsg. von der Niederdeutschen Arbeitsgemeinschaft zu Lund. Jahrgang 21/22, 1963/1965, S. 113–280.
- Das Arzneibuch des Ortolf von Baierland. In: Korrespondenzblätter des Vereins für niederdeutsche Sprachforschung. Band 73, 1966, S. 2–5.
- mit Eva Hepp: Kulturgeschichte der Kochkunst Kochbücher und Rezepte aus zwei Jahrtausenden. Mit einem lexikalischen Anhang zur Fachsprache von Eva Hepp. Moos, München 1970.
- Sozialgeschichtliches um Till Eulenspiegel. Eine Nachlese. In: Braunschweigisches Jahrbuch 52, 1971, S. 23–29.
- Chronik des Dorfes Remlingen. Remlingen 1974.
- Sozialgeschichtliches um Till Eulenspiegel II. In: Braunschweigisches Jahrbuch 57, 1976, S. 62–79.